# 幻想曲 (舒曼)
C大调幻想曲，作品17，是罗伯特·舒曼于1836年创作的钢琴独奏曲，献给李斯特·费伦茨。它於1839年出版前又进行了修订。它是舒曼最傑出的钢琴独奏作品之一，也是浪漫主义音樂早期的核心作品之一。

## 外部連結
- 舒曼《幻想曲》：国际乐谱典藏计划上的乐谱